# 邱继宝
邱继宝（1962年—），浙江台州人，汉族，中华人民共和国政治人物、第十一届全国人民代表大会浙江地区代表。
毕业于浙江工学院经济管理专业，是中共党员。担任飞跃集团有限公司董事长。2008年起担任全国人大代表。